# Ancona (stacja kolejowa)
Anconaⓘ (wł. Stazione di Ancona) – stacja kolejowa w Ankonie, w regionie Marche, we Włoszech. Znajduje się tu 10 peronów (3 "Piazzale Ovest").
Ancona (niekiedy nazywana Ancona Centrale) jest główną stacją Ankony, w historycznym centrum, znajduje się na linii Ankona – Bolonia i Ankona – Pescara, oraz linii z Rzym, która dochodzi do Falconara Marittima. Stacja posiada również połączenie do portu, który jest również wykorzystywane przez pociągi pasażerskie, aby dotrzeć do stacji Ancona Marittima.
Inne stacje w mieście to:
- Ancona Marittima
- Ancona Torette
- Palombina
- Varano
- W budowie jest stacja Ancona Stadio